# Апано-Ключи
Апано-Ключи — село в Абанском районе Красноярского края. Административный центр Апано-Ключинского сельсовета.

## География
Село расположено в 24 км к северо-востоку от посёлка Абан, административного центра Абанского района.

## История
Основано в 1828 году. В 1926 году состояло из 187 хозяйств, основное население — русские. Центр Апано-Ключинского сельсовета Абанского района Канского округа Сибирского края.

## Население
| 1926 | 1989 | 2002 | 2010 |
| ---- | ---- | ---- | ---- |
| 922  | ↘421 | ↗424 | ↘370 |

## Ссылка
- abannet.ru — официальный сайт администрации Абанского района